# Cendrillon ou la Pantoufle mystérieuse
Cendrillon ou la Pantoufle mystérieuse is een Franse stomme film uit 1912. De film werd geregisseerd door Georges Méliès.
De film vertelt het sprookje van Assepoester in de versie van de Franse schrijver Charles Perrault.

Méliès gebruikte het thema van Assepoester reeds een eerste maal in 1899 in zijn film Cendrillon.

## Rolverdeling
| Acteur          | Personage   |
| --------------- | ----------- |
| Louise Lagrange | Assepoester |
| Jacques Feyder  | de prins    |
| Marthe Vinot    |             |